# Kimbundu
Kimbundu är ett bantuspråk och det näst största språket i Angola. Det talas av mbundufolket, som lever öster om huvudstaden Luanda mellan floderna Dande i norr och Kwanza i söder. Folket lever mellan bakongofolket i norr som sträcker sig in i Demokratiska republiken Kongo och ovimbundu på höglandet i söder. Före portugisernas ankomst var Mbundu ett kungarike under en hövding som kallades ”Ngola”, därav namnet Angola.

## Historia
Mbundufolket är ett av flera bantufolk som migrerade över den afrikanska kontinenten i början av vår tidräkning. På 1200-talet e.Kr. bildades två riken, kungadömet Kongo som omfattade Kongoflodens nedre lopp och den nordliga delen av nuvarande Angola. Söder därom låg Mbundos rike Ndongo.